# Linienorganisation
Unter Linienorganisation, auch Liniensystem oder Leitungssystem, versteht man im Rahmen der Aufbauorganisation systemische Ansätze, um Organisationseinheiten mit Hilfe von Leitungsbeziehungen zu einem hierarchisch gegliederten Organisationssystem zu verknüpfen. Insbesondere beschäftigen sich diese Konzepte mit der vertikalen Verbindung der verschiedenen Hierarchieebenen (siehe auch Leitungstiefe).
Die Grundmodelle des Leitungssystems werden danach unterschieden, ob einzelne Mitarbeiter von einer Stelle (Einliniensystem) oder von mehreren Stellen (Mehrliniensystem) Weisungen bekommen können. Die beiden klassischen Modelle Einliniensystem und Mehrliniensystem wurden zu Beginn des 20. Jahrhunderts als Idealformen konzipiert, später weiter entwickelt und ergänzt und sind in der heutigen Praxis oft in Mischformen vorzufinden.
Die Untersuchung dieser Konzepte und ihre Anwendung können sowohl für die betriebswirtschaftliche Organisationslehre als auch für die Organisationssoziologie von Interesse sein.
Eine Linienorganisation besteht aus klaren und einheitlichen Weisungsbefugnissen auf jeder Ebene. Jeder Mitarbeiter eines Unternehmens weist eine Verbindung zu einer höheren Ebene auf. Gegenüber dieser muss sich jeder Mitarbeiter verantworten.

## Einliniensystem
Beim Einliniensystem geht die Anordnung der Leitung von der Leitung direkt zu den darunter angeordneten Stellen.
Es herrscht klare Weisungsbefugnis und ein klarer Berichtsweg. Ein straffer Aufbau und eine klare Festlegung von Anordnungsrecht und Verantwortung.

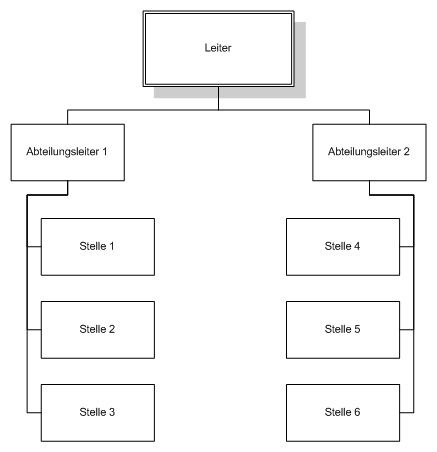
Beispiel für ein Einliniensystem

Fayolsche Brücke – Verbindung von hierarchisch nicht direkt unterstellten Stellen, indem Informationen seitlich unter Duldung der Vorgesetzten ausgetauscht werden.

Das Einliniensystem geht zurück auf Henri Fayol, der es in seinem 1916 erschienenen Hauptwerk Administration industrielle et generale (Allgemeine und industrielle Verwaltung) zunächst als „allgemeines Verwaltungsprinzip“ beschrieb. Der Ansatz orientiert sich an Fayols Grundsatz der Einheit der Auftragserteilung – jede Stelle ist nur einer einzigen Instanz unterstellt. Durch das strenge Festhalten an dem hierarchischen Dienstweg läuft die ganze Kommunikation idealtypisch nur über die Linie als einzig erlaubtem Verbindungsweg.
Das Ergebnis dieses Konzeptes ist eine straffe, übersichtliche Organisation, in der Kompetenzüberschneidungen vermieden werden. Durch die klare Abgrenzung von Verantwortungsbereichen lässt sich die Umsetzung von getroffenen Entscheidungen gut verfolgen und kontrollieren.
Die Praktikabilität des Ansatzes ist aber an gewisse Voraussetzungen gebunden. Von den Mitarbeitern, die sich an detaillierte Anweisungen halten müssen, wird Disziplin und Gehorsamspflicht verlangt. Diese detaillierten Anweisungen müssen von qualifizierten Führungskräften entworfen und deren Durchführung kontrolliert werden.
Das Einliniensystem stößt schnell an seine Grenzen, wenn die Leitungsspanne (oder die Organisation insgesamt) zu groß wird. Das Resultat von starren zu langen Instanzenwegen ist eine Behinderung oder Verfälschung des Informationsflusses zwischen den Stellen sowie eine mangelnde Dynamik bei den Arbeitsprozessen. Ferner ist die Belastung der Führungskräfte sehr hoch, die alle Informationen und Entscheidungen allein bearbeiten müssen und durch Routineaufgaben belastet werden. Etwaige Einbußen der Motivation der untergeordneten Stellen wurden damals noch nicht in Betracht gezogen.
Die Probleme einer optimalen Leitungsspanne und die Belastung der Führungskräfte wurden schon zu Zeiten Fayols bekannt und etwa von Luther Gulick diskutiert, der unter anderem das vom Militär entlehnte Konzept der Stabsstellen einführte. Diese Erweiterung des Einliniensystems mündete in die Stablinienorganisation, in der die Stabsstellen die Linieninstanzen entlasten und die Vorgesetzten so vom unterstellten Bereich weniger abhängig machen.
Auch Fayol selbst entwirft ein Konzept, um das Problem der langen Dienstwege anzugehen, die Fayolsche Brücke: sie ermöglicht Querinformationen.

### Praxis
Das Einliniensystem ist eine typische Form der Organisationsstruktur für neu gegründete Unternehmungen (insbesondere kleine und mittlere Unternehmen) sowie für stabile, tendenziell bürokratische Organisationen und für solche, die großen Wert auf Disziplin und eindeutige Kommandostrukturen legen. Zu den letzteren gehören unter anderem das Militär oder die Feuerwehr. Als Beispiel für bürokratische Anwendungen kann die öffentliche Verwaltung dienen, für die das Einliniensystem prinzipiell das meist genutzte System darstellt.
Da viele der Nachteile nicht auf kleinere Gruppen oder Teams zutreffen, wird die Einlinienorganisation auch häufig als Organisationsform im Projektmanagement genutzt.

## Mehrliniensystem

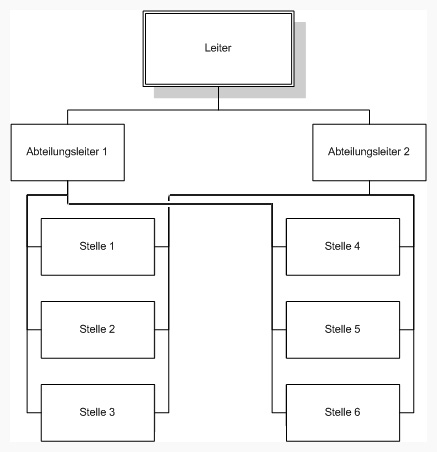
Beispiel für ein Mehrliniensystem

Das Mehrliniensystem basiert auf dem von Frederick Winslow Taylor (ein Zeitgenosse Fayols) geprägten „Funktionsmeistersystem“. Hierbei wird ein Universalmeister von sog. Funktionsmeistern ersetzt. Diese sind Spezialisten auf ihrem Gebiet und geben nur ihren Fachbereich betreffende Anweisungen. Wichtig ist dabei das System der Mehrfachunterstellung: Eine untergeordnete Stelle kann nun von mehreren übergeordneten Stellen Weisungen erhalten. Dadurch wird das Prinzip des kürzesten Weges realisiert, da sich nun ein Mitarbeiter direkt an den betroffenen Spezialisten wenden kann.

### Vor- und Nachteile
Vorteile sind Spezialisierung der Leitung durch Funktionsverteilung, hohe Problemlösungskapazität, direkte Weisungs- und Informationswege, Betonung der Fachautorität, Übungsvorteile und kürzere Anlernzeiten.
Nachteile sind Probleme bei der Abgrenzung von Zuständigkeiten, Gefahr von Kompetenzkonflikten, Schwierigkeit der Fehlerzurechnung.

### Anwendung
Zumeist in Kleinunternehmen und Personengesellschaften, z. B. in Handwerksbetrieben, in denen aufgrund der klaren Trennung kaufmännischer und technischer Verantwortlichkeiten das Risiko von Reibungsverlusten durch Kompetenzstreitigkeiten minimal ist; darüber hinaus im Rahmen der Matrixorganisation und der Projektorganisation.

### Theoretische Grundlagen
Mehrliniensysteme werden in der Mathematik als Halbordnungen beschrieben. In der Informatik gibt es zudem im Bereich der Objektorientierten Programmierung die Mehrfachvererbung, die demselben Prinzip unterliegt.